# Marie-Aimée de Jésus
Dorothée Quoniam, en religion Marie-Aimée de Jésus née le 14 janvier 1839 au Rozel et morte le 4 mai 1874 à Créteil d'une pleurésie, est une carmélite française, mystique, morte en odeur de sainteté. Entrée au Carmel de l'avenue de Saxe (aujourd'hui Carmel de Créteil), et de santé fragile.
Elle est l'auteur de différents ouvrages spirituels qui ont marqué son époque, et qui sont toujours réédités.

## Biographie
Marie-Aimée de Jésus est l’une des grandes figures du Carmel, la grande aînée de Thérèse de Lisieux. Normande comme elle, elle mourra très jeune, à 35 ans, quelques mois après la naissance de la petite Thérèse.
Dorothée Quoniam est née le 14 janvier 1839 au Rozel, dans le Cotentin. Sa famille est très pauvre, son père est jardinier et sa mère est fileuse de métier. Sa mère lui enseigne la pratique de l'oraison. Espérant une meilleure situation, la famille quitte son village et émigre à Paris où son père retrouve son frère déjà installé. La jeune fille, à l'age de 6 ans, va à l'école des Filles de la Charité.
Mais la situation de la famille de s'améliore pas, et après quelques années, tous les membres de sa famille, parents et frères et sœurs, décèdent du fait de la misère et de la maladie. Seule reste Dorothée qui est recueillie en 1850 à l’orphelinat des Filles de la Charité. Dorothée développe « sa vie intérieure » et exerce sur ses compagnes une profonde influence,,.
Très jeune, la petite Dorothée souhaitait rentrer au Carmel. Mais à l'âge de 19 ans, sa famille décide de la marier. Or à cette époque, les religieuses des Filles de la Charité ont à Paris deux orphelinats qu'elles ont commencé à fusionner. Connaissant la bonne influence de Dorothée sur les enfants et les autres religieuses, elles demandent à Dorothée de venir travailler dans la nouvelle maison afin « d'apaiser les esprits ». Dorothée accepte et travaille sous la direction d'une jeune religieuse (Louise Rousseille). Lorsque sa supérieure décède brutalement, elle doit mener seule à son achèvement « l'œuvre de réconciliation ». Prise dans sa mission auprès des Filles de la charité, Dorothée s'interroge sur son « appel au carmel ». Mais lors d'une retraite, elle sent au fond d'elle la confirmation de son appel à la vie cloîtrée. Ayant terminé sa mission à l'orphelinat, elle se prépare à entrer au Carmel, mais doit reporter légèrement son départ, du fait de problèmes de santé.
Le 27 août 1859, elle entre au carmel de l’avenue de Saxe (aujourd'hui « le carmel de Créteil » sous le nom de Marie-Aimée de Jésus. Le père jésuite Pierre Gamard (1803-1889), théologien, est son guide spirituel.
Le 18 avril 1861 elle prononce ses vœux perpétuels. Ses hagiographes rapportent qu'elle vit plusieurs expériences mystiques, et l'expérience de la nuit obscure de l'âme.
En 1863 paraît la Vie de Jésus, d’Ernest Renan. La jeune carmélite se sent « blessée au vif » par ce livre et décide de réagir. Bien qu'elle ne dispose pourtant d’aucune formation théologique, elle souhaite « venger son Époux », et rédige, page après page, un plaidoyer « essayant de prouver la divinité de Jésus-Christ par les paroles de la sainte Écriture » : ce sera le livre « Jésus-Christ est le Fils de Dieu ». Au cours de sa rédaction, elle est prise de doutes (sur le bien-fondé de son travail), et elle est tentée de brûler son œuvre. Elle n'y parvient pas, et son confesseur, le père Gramard (jésuite), lui interdit de brûler ses écrits et lui demande de poursuivre. En 1865 elle termine la rédaction de l’œuvre. Il s'ensuit une phase de réorganisation et de structuration qui se termine le 15 octobre 1869. Après avoir obtenu les autorisations, son ouvrage est publié. Il est ensuite régulièrement réédité. Après cette première publication, la religieuse n'écrira plus, mais d'autre publications seront réalisées à partir de ses manuscrits, de nombreuses années après sa mort. Ces publications sont toujours régulièrement rééditées,,.
Durant la guerre de 1870, Marie-Aimée de Jésus soutient ses sœurs par sa tranquille confiance et son inaltérable paix intérieure. Durant les dernières années de sa vie, malgré sa très faible santé, elle a la charge de maître des novices. À la fin de sa vie, elle est victime de plusieurs attaques et critiques (jusqu'à la veille de sa mort). Des rumeurs contradictoires et calomnieuses, venant parfois de milieux ecclésiastiques, se répandent allant jusqu'à mettre en cause ses écrits. Ces attaques obligèrent le nonce apostolique à intervenir. Elle meurt d’une pleurésie le 4 mai 1874,, en « odeur de sainteté », d'après le témoignage des religieuses présentes.

## Publications et influences
Marie-Aimée de Jésus a publié différents ouvrages, de son vivant ou qui l'ont été après sa mort.
Certaines de ces publications ont fait l'objet d'adaptation musicale comme « Les douze degrés du silence » qui a donné lieu à une œuvre sur orgue par Christophe d'Alessandro, et à un concert à Paris avec Markus Noisternig.